# Gigantione hawaiiensis
Gigantione hawaiiensis är en kräftdjursart som beskrevs av Danforth 1967. Gigantione hawaiiensis ingår i släktet Gigantione och familjen Bopyridae. Inga underarter finns listade i Catalogue of Life.